# Anna Xabànova
Anna Nikolàevna Xabànova, rus: А́нна Никола́евна Шаба́нова, de vegades transliterat Anna Schabanoff (18 de març [C.J. 6 de març] de 1848, poble de Xabànovo, gubèrnia de Smolensk, Imperi Rus-25 de maig de 1932, Leningrad) fou una metgessa russa.
Pertany a la primera promoció (1877), organitzada per primera cop, dels cursos de medicina per a dones russes a l'Acadèmia Medicoquirúrgica Imperial de Sant Petersburg. La primera metgessa entre les que havien estudiat a Rússia es va convertir en una reconeguda experta en el camp de les malalties infantils. Fou una de les fundadores de l'Escola pediàtrica de Sant Petersburg (Leningrad).
Escriptora i figura pública, es troba entre les més brillants representants de l'educació de les dones a Rússia. Fou una de les organitzadores i presidenta de la primera organització social de dones reconeguda oficialment a Rússia: "Societat filantròpica mútua de dones russes", rus: Русское женское взаимно-благотворительное общество Rússkoie jénskoie vzaimno-blagotvoritélnoie óbsxestvo.

## Vida
Anna Xabànova era filla d'un ric terratinent. Quan encara era jove, es va unir a un grup polític radical crític amb el tsar i el 1865 va ser arrestada i empresonada durant sis mesos.
Xabànova volia ser metgessa però no podia estudiar a Rússia, on no hi havia formació disponible per a les dones. Es va traslladar a Hèlsinki, Finlàndia, per estudiar-hi, però va tornar el 1873 quan es va iniciar un nou curs mèdic per a dones a Sant Petersburg.
Xabànova es va convertir en doctora en medicina després de graduar-se en els Cursos Mèdics Superiors de Dones de Sant Petersburg el 1878. Va ser una de les primeres dones de Rússia a qualificar-se com a metgessa. Va passar tota la carrera a l'Hospital Infantil Oldenburg de Sant Petersburg, on finalment es va convertir en metgessa sènior de l'hospital.
Xabànova va establir la Societat per al tractament dels nens amb malalties cròniques i va obrir clíniques infantils a Gàttxina (1882) i Ventspils (1900).
També va fundar la "Societat filantròpica mútua de dones russes", rus: Русское женское взаимно-благотворительное общество Rússkoie jénskoie vzaimno-blagotvoritélnoie óbsxestvo el 1895. La seva participació en el moviment femení rus la va portar a ocupar diversos càrrecs com a líder en organitzacions internacionals de dones. Xabànova va rebre molts elogis pel seu treball professional, incloent la medalla de l'Heroïna del treball el 1928 i membre de l'Acadèmia Americana de Ciències Polítiques i Socials de Filadèlfia el 1929.

## Visions polítiques
A partir de 1905 va dirigir la Societat Filantròpica Mútua de Dones Russes i va instar les seves membres a fer campanya per a la representació de les dones en qualsevol futura assemblea nacional que pogués formar-se.
Va organitzar el primer Congrés de Dones de Totes les Rússies, del 10 al 16 de desembre de 1908, que va seguir sota l'atenta mirada dels censors policials. Els seus intents per fundar una organització nacional de dones i afiliar-se a internacionals van ser bloquejats per grups socialistes, que les veien com un afebliment de la solidaritat de classe, mitjançant la formació de vincles a través de les classes.
Va ser molt crítica amb el tsar Nicolau II i la monarquia autocràtica. Volia que Rússia tingués sufragi universal i que el govern rus permetés la llibertat d'expressió i posés fi a la censura política de diaris i llibres.